# Юліус фон Гааст
Йоганн Франц Юліус фон Гааст (нім. Johann Franz Julius von Haast; 1822–1887) — німецький та новозеландський геолог, палеонтолог.

## Біографія
Гааст народився 1822 року в місті Бонн у Королівстві Пруссія. Початкову освіту здобував спершу в Бонні, потім в Кельні. Поступив в Боннському університеті, де вивчав геологію та мінералогію. У 1858 році переїхав до Нової Зеландії, щоб скласти звіт про можливість створення німецької колонії. Тут він зустрів Фердинанда фон Гохштеттера, з яким провів геологічні дослідження.
Гааст прийняв пропозицію влади провінцій Нельсон та Кентербері про вивчення геології цих регіонів. Його дослідження добре збагатили знання про скелясту структуру, льодовикові явища та корисні копалини місцевості. Він виявив золото та вугілля в Нельсоні та виявиви численні рештки моа та інших вимерлих птахів.
У 1879 році опублікував монографію «Геологія провінцій Кентербері та Вестленд» (Geology of the Provinces of Canterbury and Westland, N.Z). Гааст заснував Кентерберійський музей в Крайстчерчі, директором якого він став. Він був головним геологом Кентербері з 1861 по 1871 рік і професором геології в Кентерберійському коледжі (нині Кентерберійський університет). Гааст став членом Королівського товариства в 1867 році і був лицарем Австрії в 1875 році.